# Ponnamarāvati
Ponnamarāvati är en ort i Indien.   Den ligger i distriktet Pudukkottai och delstaten Tamil Nadu, i den södra delen av landet, 2 000 km söder om huvudstaden New Delhi. Ponnamarāvati ligger 152 meter över havet och antalet invånare är 11 741.
Terrängen runt Ponnamarāvati är platt. Runt Ponnamarāvati är det tätbefolkat, med 266 invånare per kvadratkilometer. Det finns inga andra samhällen i närheten. Omgivningarna runt Ponnamarāvati är en mosaik av jordbruksmark och naturlig växtlighet.